# La casa de Bernarda Alba (Oper)
La casa de Bernarda Alba ist eine Oper in drei Akten von Miquel Ortega (Musik) mit einem Libretto von Julio Ramos nach der gleichnamigen Tragödie (deutscher Titel: Bernarda Albas Haus) von Federico García Lorca. Die Uraufführung der Erstfassung mit vollem Orchester fand am 13. Dezember 2007 in Brașov (Rumänien) statt. Eine Kammerfassung mit kleinerer Instrumentalbesetzung wurde erstmals am 10. November 2018 im Teatro de la Zarzuela in Madrid gespielt.

## Handlung

### Erster Akt: „Planteamiento“ – Vorstellung
Weißer Innenraum mit dicken Mauern und Bogentüren im Sommer
Bernarda Alba lebt mit ihrer schwachsinnigen Mutter María Josefa, ihren fünf Töchtern Angustias, Magdalena, Amelia, Martirio und Adela sowie der Magd Poncia und einer weiteren Magd zusammen. Nach der Beerdigung von Bernardas zweitem Ehemann bereiten die beiden Mägde das Haus auf die Ankunft der Trauergesellschaft vor, die kurz darauf eintrifft. Während die Frauen das Haus betreten, warten die Männer draußen. Bernarda hat sich nach dem Tod ihres Vaters völlig von der Außenwelt zurückgezogen und regiert ihren Haushalt mit großer Härte – wofür sie die Magd Poncia hasst. Bernarda kommandiert die Mägde herum. Sie will nicht, dass die Männer, die sich bereits im Innenhof betrinken, ins Haus kommen. Nachdem sie ein „Requiem“ gesprochen hat, gehen die Frauen. Bernarda legt eine achtjährige Trauerzeit fest, während der niemand das Haus verlassen darf. Ihre Töchter sollen diese Zeit nutzen, um Bettwäsche für ihre Aussteuer herzustellen. Magdalena erklärt, dass sie niemals heiraten wolle. Die bereits 39 Jahre alte Angustias aus der ersten Ehe Bernardas dagegen will den jungen Pepe el Romano heiraten. Ihre Schwestern gehen davon aus, dass Pepe nur an ihrem Geld interessiert ist. Nach dem Erbe ihres Vaters erhält Angustias nun auch den Großteil des Geldes ihres Stiefvaters, während ihre Halbschwestern bedeutend weniger bekommen sollen. María Josefa tritt ein. Sie hat sich mit Blumen geschmückt und verkündet, dass keine ihrer Enkelinnen jemals heiraten werde. Sie werde ihnen auch nichts hinterlassen, sondern wolle selbst noch einmal heiraten und das Leben genießen. Die anderen sperren sie auf Befehl Bernardas ein.

### Zweiter Akt: „Nudo“ – Verwicklung
Weißer Raum in Bernardas Haus
In Gegenwart Poncias arbeiten Angustias, Amelia und Martirio an den Laken für ihre Aussteuer. Das Gespräch kommt auf Angustias Beziehung zu Pepe. Poncia erscheint der junge Mann verdächtig. Sie hat ihn in der vergangenen Nacht noch gegen vier Uhr gehört, obwohl sein Stelldichein mit Angustias schon gegen halb zwei beendet war. Adela kommt herein. Sie ist ersichtlich stark übermüdet. Nachdem Bernarda die anderen Schwestern zu sich gerufen hat, stellt Poncia Adela zur Rede: Adela trifft sich offenbar ebenfalls mit Pepe und hintergeht somit ihre eigene Schwester. Als die drei anderen zurückkehren, wird ersichtlich, dass auch Martirio über Adelas Geheimnis Bescheid weiß. Auch sie nutzt kurz darauf eine Gelegenheit zum Gespräch unter vier Augen mit Adela, die aber nichts gesteht. Angustias beschuldigt ihre Schwestern, ein Bild von Pepe, dass sie unter ihrem Kopfkissen verwahrt hatte, gestohlen zu haben. Nach allgemeiner Suche findet es Poncia in Martirios Bett, woraufhin Bernarda diese schlägt. Als es zum Streit zwischen den Schwestern kommt, wirft Bernarda alle hinaus. Poncia warnt ihre Herrin vor den Folgen ihrer Strenge, die zu den heftigen Gefühlen zwischen den Schwestern geführt habe, zumal Bernarda zuvor bereits einen Verehrer Martirios vertrieben habe. Sie meint, dass Pepe besser Martirio oder Adela als Angustias heiraten solle. Nacheinander kehren Angustias, Martirio und Adela zurück. Amelia und Magdalena berichten, dass die Menschen an der Straße zusammenlaufen, und alle gehen hinaus, um den Grund zu erfahren. Martirio und Adela kommen schnell wieder herein und streiten wegen Adelas Verhältnisses mit Pepe. Kurz darauf kehren auch Magdalena, Angustias, Amelia, Poncia und Bernarda zurück. Poncia erzählt, dass eine Nachbarstochter ihr uneheliches Kind getötet habe und in diesem Moment von den Dorfbewohnern gelyncht werde. Adela wird nervös, doch Bernarda fordert unbarmherzig: „Schlagt sie tot!“

### Dritter Akt: „Desenlace“ – Ausgang
Vier weiße, leicht bläuliche Wände des Innenhofes von Bernardas Haus; Nacht; in der Mitte ein Tisch mit einer Öllampe
Außerhalb des Hauses wird ein Hengst unruhig und tritt gegen die Wände. Amelia, Martirio und Adela gehen nach draußen. Die beiden Mägde reinigen den Tisch und ziehen sich anschließend zurück. Magdalena schläft auf ihrem Stuhl ein. Bernarda fordert Angustias auf, sich mit Martirio zu versöhnen, damit der Streit nicht nach außen getragen werde und die Fassade gewahrt bleibe. Da Pepe diesen Abend nicht kommen wird, wollen sie früh zu Bett gehen. Die anderen Schwestern kommen zurück. Sie unterhalten sich über die dunkle Nacht und die Sterne, von denen besonders Adela fasziniert ist. Angustias verabschiedet sich. Kurz darauf gehen auch Amelia, Magdalena, Adela und Martirio. Trotz weiterer Warnungen Poncias ist Bernarda zuversichtlich, ruhig schlafen zu können. Sie zieht sich zurück. Nachdem auch die beiden Mägde gegangen sind, erscheint die alte María Josefa mit einem Schaf im Arm, das sie wie ein kleines Kind bemuttert. Adela tritt in den Raum, schaut sich um und verschwindet durch die Tür zum Hof. Wenig später erscheint auch Martirio, die sich über das Verhalten ihrer Großmutter wundert. María Josefa antwortet ihr in prophetisch wirkenden unklaren Worten und entfernt sich anschließend mit dem Schaf. Martirio verlangt von Adela, ihre Ambitionen auf Pepe aufzugeben, und gesteht ihr ihre eigene Liebe zu ihm. Adela beharrt jedoch darauf, das Verhältnis fortzusetzen, selbst wenn Pepe Angustias heiraten sollte. Sie ist bereit, dafür den Hass der Dorfbewohner auf sich zu ziehen. Daraufhin ruft Martirio nach ihrer Mutter und verrät dieser Adelas Geheimnis. Adela rebelliert nun offen gegen Bernarda, entreißt ihr den Schlagstock und zerbricht dieses Züchtigungsinstrument. Bernarda greift nach ihrem Gewehr und rennt hinaus. Martirio folgt ihr. Kurz darauf fällt ein Schuss, und Martirio berichtet der besorgten Adela, es sei „aus mit Pepe el Romano“. Adela zieht sich entsetzt in ihr Zimmer zurück. Martirio erklärt Poncia und Amelia, dass Pepe davongeritten sei. Bernarda hatte nicht gut gezielt. Nachdem aus Adelas Zimmer ein Schlag erklingt, brechen Poncia und Bernarda ihre Tür auf: Adela hat sich erhängt. Bernarda fordert die anderen auf, sie wie eine Jungfrau zu kleiden. Die Dorfbewohner sollen glauben, dass sie unberührt gestorben sei. Von nun an soll sich das Haus in Schweigen hüllen.

## Gestaltung

### Musik
Der Komponist Miquel Ortega beschrieb die Musiksprache seiner Oper als „relativ konservativ“. Er sehe sich selbst in der Tradition von Komponisten wie Schostakovitsch, Francis Poulenc, Leonard Bernstein, Xavier Montsalvatge und anderen. Die Struktur der Bernarda Alba sei stark von den veristischen Komponisten und besonders Giacomo Puccini beeinflusst. Er würde die Oper daher als „neo-veristisch“ einordnen.:24
Eine besondere kompositorische Bedeutung haben Leitmotive. Die Oper beginnt mit demjenigen für das Haus, das auch im weiteren Verlauf immer wieder auftaucht. Der Titelfigur Bernarda sind drei verschiedene Motive zugeordnet: ein persönliches Motiv, eines für ihre häusliche Macht und eines für ihre Grausamkeit. Das Motiv des immer wieder in den Dialogen erwähnten, aber nie sichtbaren Liebhabers Pepe el Romano erscheint in drei Formen, deren erste aus Jazz-Harmonien abgeleitet ist. Ein ostinatoartiges Motiv steht für die Ängste von Adela und Martirio. Ein kurzes, meist vom Horn gespieltes Motiv mit andalusischem Charakter deutet wie eine Vorahnung auf den Ausgang der Tragödie hin. Der Großmutter María Josefa schließlich ist ein größeres melodisches Thema zugewiesen.:25

### Musiknummern
Die Oper enthält die folgenden Musiknummern::14f
Erster Akt
- Inroducción (instrumental): Adagio lúgubre, Marcha fúnebre
- Lamento (Magd, Chor): „¡Ay, Antonio María Benavides…!“
- Diálogo (Bernarda, Chor): „¡Silencio!“
- Réquiem (Bernarda, Chor): „Requiem aeternam dona eis, Domine“
- Diálogo (Bernarda, Poncia, Töchter): „Andar a vuestras casas a criticar como harpías“
- Dúo (Poncia, Bernarda): „Lo ha hecho sin dar alcance a lo que hacía“
- Dúo (Martirio, Amelia): „Adelaida no fue al duelo“
- Diálogo (Martirio, Magdalena, Adela, Angustia): „¿Qué hacéis?“
- Diálogo (Poncia, Bernarda): „¡Malditas particiones!“
- Diálogo (Bernarda, Angustia, Poncia): „¡Angustias! ¿Pero, has tenido valor de echarte polvos…?“
- Recitado (María Josefa, Töchter, Bernarda): „Bernarda, ¿dónde está mi mantilla?“

Zweiter Akt
- Diálogo (Töchter, Poncia): „Ya he cortado la tercer sábana…“
- Diálogo (Töchter): „Cuenta, Adela, ¿qué te pasa?“
- Dúo (Adela, Poncia): „¡Que es tu hermana y la que más te quiere!“
- Diálogo (Töchter, Poncia): „Mira que encajes…“
- Bolero (Poncia, Töchter): „Son los hombres que ya vuelven al trabajo“
- Diálogo (Amelia, Martirio): „¿Qué te pasa?“
- Enfrentamiento [‚Streit‘] (Töchter, Bernarda, Poncia): „¿Dónde está el retrato de Pepe…?“
- Dúo (Poncia, Bernarda): „¿Puedo hablar?“
- Linchamiento [‚Lynchjustiz‘] (Bernarda, Töchter, Poncia): „¡Madre, hermanas… en la calle…!“

Dritter Akt
- Introducción (instrumental): Molto moderato e misterioso
- Diálogo (Töchter, Bernarda): „¿Qué es eso?“
- Dúo (Bernarda, Angustia): „Quiero que hables con tu hermana…“
- Nocturno (instrumental): Assai calmo
- Dúo (Poncia, Bernarda): „¿Todavía aquí, Bernarda?“
- Diálogo (Poncia, Adela, Magd): „¿No te habías acostado?“
- Interludio (instrumental): Adagio
- Recitado – Vals (María Josefa): „Ovejita, niño mío“
- Diálogo (María Josefa, Martirio): „¿Abuela, dónde va usted?“
- Dúo (Martirio, Adela): „Adela. ¡Adela!“
- Final (Bernarda, Töchter, Bernarda, Poncia): „¡Quietas, quietas! ¡Qué pobreza la mía,…!“

## Werkgeschichte
Der 1963 geborene spanische Komponist Miquel Ortega komponierte diese Oper zwischen 1991 und 2006. Es handelt sich um die erste spanischsprachige Vertonung von Federico García Lorcas letztem Bühnenwerk Bernarda Albas Haus.:11 Ortega hatte sich schon seit seiner Schulzeit mit García Lorca beschäftigt. Ende der 1980er Jahre bat er seinen Librettisten Julio Ramos (1960–1995, Künstlername: „Bruno Bruch“) um eine Librettofassung von Bernarda Albas Haus. Ramos zögerte zunächst, stimmte aber schließlich zu. Er schlug vor, die Partie der Magd auf eine stumme Rolle zu reduzieren, die erste Szene als rein musikalisches Vorspiel ohne Text auszuführen und die erste Szene des dritten Akts mit dem Auftritt Nachbarin Prudencia zu streichen. Auch die Idee, die Großmutter María Josefa als Sprechrolle zu gestalten, stammt von Ramos. Das Libretto stellte er Mitte 1991 fertig, und Ortega begann mit der Komposition. Da es sich nicht um eine Auftragsarbeit handelte, nahm er sich viel Zeit und begann, einer Anregung aus der Autobiografie Richard Wagners folgend, mit den Leitmotiven und dem thematischen Material.:22 Die Musik war 1999 fertiggestellt. An der Instrumentierung arbeitete er noch bis Mitte 2006. Zu diesem Zeitpunkt stand der Termin der Uraufführung in Brașov (Rumänien) bereits fest. Da das dortige Theater eine große Orchesterbesetzung bevorzugte, änderte Ortega seinen ursprünglichen Plan einer Kammeroper nach dem Vorbild von Benjamin Brittens Opern The Rape of Lucretia, The Turn of the Screw oder Albert Herring. Die Magd erhielt auf Anregung des Regisseurs Román Calleja wieder eine Stimme.:24
Die Uraufführung der Erstfassung mit vollem Orchester fand am 13. Dezember 2007 in Brașov statt.:11 Miquel Ortega selbst leitete Chor und Orchester der Oper Brașov. Regie führte Román Calleja. Das Bühnenbild stammte von Jon Berrondo, die Kostüme von Leon Revuelta und das Lichtdesign von Rafael Mojas und Felix Garma. Die Darsteller waren Cristina Rosu (Bernarda Alba), Hasmik Nahapetyan (Adela), Carmen Topciu (Poncia), Tina Munteanu (Martirio), Emanuela Pascu (Amelia), Asineta Raducan (Magdalena), Cristina Radu (Angustias), Claudia Caia (Magd) und Nora Vlad (María Josefa).
Zwei Jahre später folgten die ersten Aufführungen in Spanien beim Festival Internacional de Santander und beim Festival de Peralada.:11
Schließlich folgte Ortega einer Anregung des Pianisten Rubén Fernández Aguirre und des Direktors des Madrider Teatro de la Zarzuela, Daniel Bianco, und erstellte seiner ursprünglichen Intention gemäß eine Kammerfassung mit kleinerer Instrumentalbesetzung. Diese wurde erstmals am 10. November 2018 im Teatro de la Zarzuela gespielt.:11 Die Partie der Poncia ist in dieser Fassung eine Travestierolle mit Bariton statt Mezzosopran.:44 Das Teatro de la Zarzuela stellte einen vollständigen Video-Mitschnitt auf YouTube bereit. Der Rezensent des Codalario nannte diese Produktion einen unbestrittenen Erfolg. Er empfahl sie besonders Theaterliebhabern mit Vorbehalten gegen zeitgenössische Opern, da sie eine große Nacht voller Emotionen genießen würden. Die erstickende, aus repressiver Moral und religiösem Fanatismus entstehende Atmosphäre von Lorcas Schauspiel werde perfekt erreicht, und die theatralische Spannung lasse keinen Augenblick nach.
Weitere Produktionen gab es 2021 im Cervantes-Theater in Málaga und im Teatro Villamarta in Jerez de la Frontera (Kammerfassung, Inszenierung: Francisco Javier Hernández) sowie im Opernhaus von Teneriffa (Orchesterfassung, Inszenierung: Silvia Paoli). Die musikalische Leitung hatte in allen Fällen wieder Ortega selbst.

## Aufnahmen
- 18. November 2018 – Miquel Ortega (Dirigent), Bárbara Lluch (Regie), Ezio Frigerio (Bühne), Franca Squarciapino (Kostüme), Vinicio Cheli (Licht), Orquesta de la Comunidad de Madrid, Chor des Teatro de la Zarzuela.
 Nancy Fabiola Herrera (Bernarda Alba), Carmen Romeu (Adela), Luis Cansino (Poncia), Carol García (Martirio), Marifé Nogales (Amelia), Belén Elvira (Magdalena), Berna Perles (Angustias), Milagros Martín (Magd), Julieta Serrano (María Josefa).
 Fassung für Kammerorchester; live aus dem Teatro de la Zarzuela in Madrid.
 Videostream auf YouTube.[5]